# Episodi di Barry (seconda stagione)
La seconda stagione della serie televisiva Barry, composta da otto episodi, è stata trasmessa negli Stati Uniti su HBO dal 31 marzo al 19 maggio 2019.
In Italia, la stagione è stata resa disponibile il 3 maggio 2021 su Sky Box Sets e in streaming su Now e andata in onda su Sky Atlantic dal 3 al 24 maggio 2021.
| nº | Titolo originale                       | Titolo italiano                                   | Prima TV USA   | Pubblicazione Italia |
| -- | -------------------------------------- | ------------------------------------------------- | -------------- | -------------------- |
| 1  | The Show Must Go On, Probably?         | Lo spettacolo deve continuare, forse?             | 31 marzo 2019  | 3 maggio 2021        |
| 2  | The Power of No                        | Il potere del no                                  | 7 aprile 2019  | 3 maggio 2021        |
| 3  | Past = Present x Future Over Yesterday | Passato = Presente x futuro attraverso il passato | 14 aprile 2019 | 3 maggio 2021        |
| 4  | What?!                                 | Cosa?!                                            | 21 aprile 2019 | 3 maggio 2021        |
| 5  | ronny/lily                             | Ronny e Lily                                      | 28 aprile 2019 | 3 maggio 2021        |
| 6  | The Truth Has a Ring to It             | La verità suona bene                              | 5 maggio 2019  | 3 maggio 2021        |
| 7  | The Audition                           | L'audizione                                       | 12 maggio 2019 | 3 maggio 2021        |
| 8  | berkman > block                        | Berkman > Block                                   | 19 maggio 2019 | 3 maggio 2021        |

## Lo spettacolo deve continuare, forse?
- Titolo originale: The Show Must Go On, Probably?
- Diretto da: Hiro Murai
- Scritto da: Alec Berg e Bill Hader

### Trama
- Guest star: John Pirruccello (Detective John Loach), Sarah Burns (Detective Mae Dunn), Darrell Britt-Gibson (Jermaine Jefrint), D'Arcy Carden (Natalie Greer), Andy Carey (Eric), Rightor Doyle (Nick Nicholby), Alejandro Furth (Antonio Manuel), Kirby Howell-Baptiste (Sasha Baxter), Michael Irby (Cristobal Sifuentes), Patricia Fa'asua (Esther), Nick Gracer (Yandal), Troy Caylak (Akhmal), Shaughn Buchholz (sicario), James Hiroyuki Liao (Albert Nguyen), Michael Gray (Washington), JB Blanc (Batir, voce).
- Ascolti USA: telespettatori 532 000 – rating 18-49 anni 0,2%[3]

## Il potere del no
- Titolo originale: The Power of No
- Diretto da: Hiro Murai
- Scritto da: Taofik Kolade

### Trama
- Guest star: John Pirruccello (Detective John Loach), Sarah Burns (Detective Mae Dunn), Darrell Britt-Gibson (Jermaine Jefrint), D'Arcy Carden (Natalie Greer), Andy Carey (Eric), Rightor Doyle (Nick Nicholby), Alejandro Furth (Antonio Manuel), Kirby Howell-Baptiste (Sasha Baxter), Michael Irby (Cristobal Sifuentes), Andrew Leeds (Leo Cousineau), Patricia Fa'asua (Esther), Jessy Hodges (Lindsay Mandel), Chris McGarry (Michael Cohen), Rodney To (Mike), Michael Beach (Detective), Patrick Fabian (Space Dad).
- Ascolti USA: telespettatori 424 000 – rating 18-49 anni 0,2%[4]

## Passato = Presente x futuro attraverso il passato
- Titolo originale: Past = Present x Future Over Yesterday
- Diretto da: Minkie Spiro
- Scritto da: Jason Kim

### Trama
- Guest star: John Pirruccello (Detective John Loach), Darrell Britt-Gibson (Jermaine Jefrint), D'Arcy Carden (Natalie Greer), Andy Carey (Eric), Rightor Doyle (Nick Nicholby), Alejandro Furth (Antonio Manuel), Kirby Howell-Baptiste (Sasha Baxter), Michael Irby (Cristobal Sifuentes), Andrew Leeds (Leo Cousineau), Patricia Fa'asua (Esther), Joe Massingill (Sam), Alexa Havins (Kate), James Hiroyuki Liao (Albert Nguyen), Sam Ingraffia (Thomas Friedman), Nikita Bogolyubov (Mayrbek), Troy Caylak (Akhmal), Nick Gracer (Yandar).
- Ascolti USA: telespettatori 1 780 000 – rating 18-49 anni 0,70%[5]

## Cosa?!
- Titolo originale: What?!
- Diretto da: Liza Johnson
- Scritto da: Duffy Boudreau

### Trama
- Guest star: John Pirruccello (Detective John Loach), Darrell Britt-Gibson (Jermaine Jefrint), D'Arcy Carden (Natalie Greer), Andy Carey (Eric), Rightor Doyle (Nick Nicholby), Alejandro Furth (Antonio Manuel), Kirby Howell-Baptiste (Sasha Baxte), Andrew Leeds (Leo Cousineau), Joe Massingill (Sam), Daniel Bernhardt (Ronny Proxin), Nikita Bogolyubov (Mayrbek), Troy Caylak (Akhmal), Nick Gracer (Yandar).
- Ascolti USA: telespettatori 1 940 000 – rating 18-49 anni 0,80%[6]

## Ronny e Lily
- Titolo originale: ronny/lily
- Diretto da: Bill Hader
- Scritto da: Alec Berg e Bill Hader

### Trama
- Guest star: John Pirruccello (Detective John Loach), Daniel Bernhardt (Ronny Proxin), Jessie Giacomazzi (Lily Proxin).
- Ascolti USA: telespettatori 2 033 000 – rating 18-49 anni 0,85%[7]

## La verità suona bene
- Titolo originale: The Truth Has a Ring to It
- Diretto da: Alec Berg
- Scritto da: Emily Heller

### Trama
- Guest star: John Pirruccello (Detective John Loach), Sarah Burns (Detective Mae Dunn), Paula Newsome (Detective Janice Moss), Darrell Britt-Gibson (Jermaine Jefrint), D'Arcy Carden (Natalie Greer), Andy Carey (Eric), Rightor Doyle (Nick Nicholby), Alejandro Furth (Antonio Manuel), Kirby Howell-Baptiste (Sasha Baxter), Michael Irby (Cristobal Sifuentes), Patricia Fa'asua (Esther), Jessy Hodges (Lindsay Mandel), Deb Hiett (Diana Loach), Gary Kraus (Krauss), Nikita Bogolyubov (Mayrbek), Troy Caylak (Akhmal), Nick Gracer (Yandal).
- Ascolti USA: telespettatori 1 986 000 – rating 18-49 anni 0,81%[8]

## L'audizione
- Titolo originale: The Audition
- Diretto da: Alec Berg
- Scritto da: Liz Sarnoff

### Trama
- Guest star: Darrell Britt-Gibson (Jermaine Jefrint), D'Arcy Carden (Natalie Greer), Andy Carey (Eric), Rightor Doyle (Nick Nicholby), Alejandro Furth (Antonio Manuel), Kirby Howell-Baptiste (Sasha Baxter), Jay Roach (se stesso), Michael Irby Cristobal Sifuentes), Patricia Fa'asua (Esther), Jessy Hodges (Lindsay Mandel), Chris McGarry (Michael Cohen), Rodney To (Mike), David Douglas (Aaron Ryan), Nikita Bogolyubov (Mayrbek), Troy Caylak (Akhmal), Nick Gracer (Yandal).
- Ascolti USA: telespettatori 1 870 000 – rating 18-49 anni 0,80%[9]

## Berkman > Block
- Titolo originale: berkman > block
- Diretto da: Bill Hader
- Scritto da: Alec Berg e Bill Hader

### Trama
- Guest star: Sarah Burns (Detective Mae Dunn), Paula Newsome (Detective Janice Moss), Darrell Britt-Gibson (Jermaine Jefrint), D'Arcy Carden (Natalie Greer), Andy Carey (Eric), Rightor Doyle (Nick Nicholby), Alejandro Furth (Antonio Manuel), Kirby Howell-Baptiste (Sasha Baxter), Michael Irby (Cristobal Sifuentes), Patricia Fa'asua (Esther), Jessy Hodges (Lindsay Mandel), Chris McGarry (Michael Cohen), Rodney To (Mike), Andrew Leeds (Leo Cousineau), Nikita Bogolyubov (Mayrbek), Troy Caylak (Akhmal), Nick Gracer (Yandal), JB Blanc (Batir), P.J. Marino (vice sceriffo Wilson).
- Ascolti USA: telespettatori 2 211 000 – rating 18-49 anni 0,89%[10]